# Carson (quadrangle)

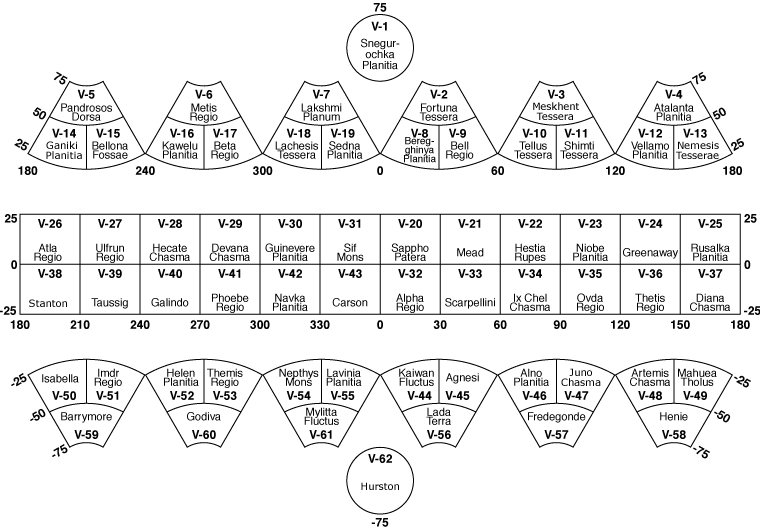
Quadrangles op Venus op schaal 1 : 5.000.000

Carson (V–43; breedtegraad 0°–25° S, lengtegraad 330°–360° E) is een quadrangle op de planeet Venus. Het is een van de 62 quadrangles op schaal 1 : 5.000.000. Het quadrangle werd genoemd naar de gelijknamige inslagkrater die op zijn beurt is genoemd naar de Amerikaanse biologe en auteur Rachel Carson (1907-1964).

## Geologische structuren in Carson
Chasmata
- Dewi Ratih Chasma
- Gui Ye Chasma

Colles
- Chernava Colles

Coronae
- Bhumidevi Corona
- Heng-o Corona
- Iyatik Corona
- Pugos Corona
- Qetesh Corona
- Samdzimari Corona
- Takus Mana Corona
- Tumas Corona

Dorsa
- Alkonost Dorsa
- Dudumitsa Dorsa
- Khadne Dorsa
- Menkerot Dorsa
- Nichka Dorsa
- Unuk Dorsa

Farra
- Liban Farra

Fossae
- Albasty Fossae
- Magura Fossae

Fluctus
- Alpan Fluctus
- Mortim-Ekva Fluctus

Inslagkraters
- Amalasuntha
- Astrid
- Avviyar
- Bette
- Buck
- Carson
- Cynthia
- Dena
- Devorah
- Heather
- Jerusha
- Kelly
- Lineta
- Maa-Ling
- Noriko
- Peggy
- Saodat
- Virve

Labyrinthus
- Radunitsa Labyrinthus

Montes
- Talakin Mons

Paterae
- Aitchison Patera
- Tey Patera

Planitiae
- Kanykey Planitia

Regiones
- Alpha Regio
- Vasilisa Regio

Tholi
- Perynya Tholus
- Shamiram Tholus
- Yurt-Ava Tholus
- Zorya Tholus

Undae
- Menat Undae

Valles
- Alajen Vallis
- Bastryk Vallis
- Bennu Vallis
- Fara Vallis
- Samundra Vallis